# Parque nacional Juan Crisóstomo Falcón
El parque nacional Juan Crisóstomo Falcón también conocido como Sierra de San Luis es un parque nacional que se encuentra ubicado en la vertiente oriental de la Sierra de Falcón, a unos 30 minutos de Santa Ana de Coro en Venezuela. Posee una extensión de 20.000 hectáreas que abarcan los municipios Bolívar, Petit y parte de los municipios Colina y Miranda. Es uno de los parques nacionales con mayor variedad de atractivos naturales. En él se permiten actividades como observación de la naturaleza e investigación científica.
En este parque existe una gran variedad de especies endémicas, entre las que se encuentra la fruta de la "Urupagua" y el pájaro conocido como "campanero herrero". Este parque está constituido por un conjunto de montañas medias y bajas, donde el Cerro Galicia con 1600 m s. n. m. se convierte en la cumbre más alta. En él se preservan importantes bosques húmedos y nublados, cuenta además con muchos ríos, canales y simas únicas en su tipo, socavadas durante miles de años por filtraciones de aguas para formar los denominados Haitones. 
Los recursos minerales del parque se encuentran en gigantescas piedras de Caliza con Cuarzos incrustados en ella.
Existen también redes de cuevas y galerías, además de un lago subterráneo denominado la fosa de San Luis, considerado el lago subterráneo más grande de Venezuela.[cita requerida]
El parque es de gran interés fotográfico por aficionados, siendo las áreas más fotografiadas El gran bosque nublado, La represa cantón y la piedra caliza con cuarzos incrustados y fuente de agua dulce. 
Los recursos hídricos están representados en las cuencas de los ríos Mitare, Acarigua, Ricoa y Hueque.
En el parque se contemplan gigantescas simas con bosques xerófitos y nublados, también existen laderas erosionadas por el río.
El parque también es un recurso hídrico para todo el estado Falcón.

## Importancia ecológica y científica

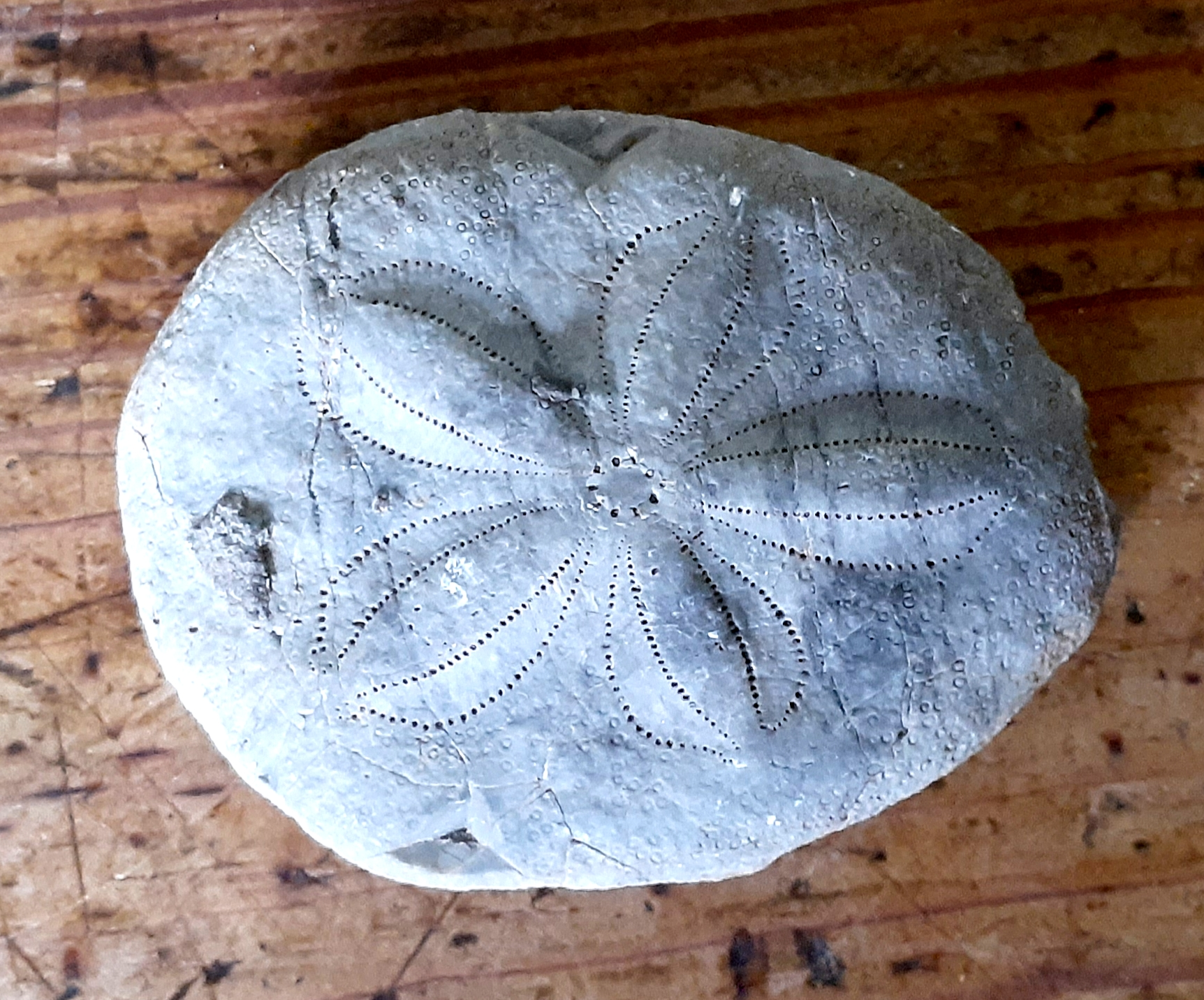
Fósil de un equinodermo encontrado a 1600 en este Parque Nacional

Este Parque Nacional es uno de los que posee una gran variedad de elementos que los hacen de mucho interés e importancia turístico, científico y para la calidad de vida de los habitantes del estado falcón, esto último radica en que gran parte de los recursos hídricos del estado se encuentran dentro de la jurisdicción de este parque Nacional siendo las cuencas de los ríos Mitare, Acarigua, Ricoa y Hueque que abastecen de agua a las dos ciudades más importantes de estado: Coro y Punto Fijo; esta gran afluencia de agua a través de las redes de cuevas y galerías ha creado el lago subterráneo La fosa de San Luis, considerado el lago subterráneo más grande de Venezuela.
En materia científica se encuentran grandes hallazgos como fósiles marinos de corales y equinodermos que se encuentran incluso sobre los 1600 m s. n. m., que sirven para entender hasta donde cubría el mar el estado falcón también existen muchos recursos minerales existiendo yacimientos de distintas variedades de cuarzo, calcita, ópalo y silicio.
Existe una gran variedad de especies endémicas, entre las que se encuentra la fruta de la "Urupagua" y el pájaro conocido como "campanero herrero". Este parque está constituido por un conjunto de montañas medias y bajas, donde el Cerro Galicia con 1600 m s. n. m. se convierte en la cumbre más alta. En él se preservan importantes bosques húmedos y nublados, cuenta además con muchos ríos, canales y simas únicas en su tipo, socavadas durante miles de años por filtraciones de aguas para formar los denominados Haitones. Es conocido como un lugar donde los turistas van a las Cataratas de hueque. El parque es de gran interés fotográfico por aficionados, siendo las áreas más fotografiadas el gran bosque nublado, la represa cantón y la piedra caliza con cuarzos incrustados y fuente de agua dulce. En el parque se contemplan gigantescas simas con bosques xerófitos y nublados, también existen laderas erosionadas por el río.

## Flora y fauna

### Flora
Dentro del lugar existen distintas variedades de suelo y factores de humedad que hacen que la vegetación del parque está conformada por diversas especies, en los bosques xerófitos de las tierras bajas se encuentran el tiamo (Acacia glomerosa), el guamo (Inga spuria), el crucete (Randia aculeata), la pringamosa (Urera caracasana) y el ajito (Capparis verrucosa).
En el bosque nublado se localizan especies como el tacamahaco (Protium tovarense), el tapataparo (Gratiennera lautolia), la quina (Ladenbergia moritziana), el lechocillo (Canea microcarpa) y también una Planta carnívora vejigosa.
También existen áreas con varias palmas: palma de sombra (Geonoma undata), caña molinillo (Chamaedorea pinnatifrons) y palma prapa (Wettinia praemorsa). Hay gran variedad de bromelias y orquídeas, así como múltiples plantas trepadoras.

### Fauna

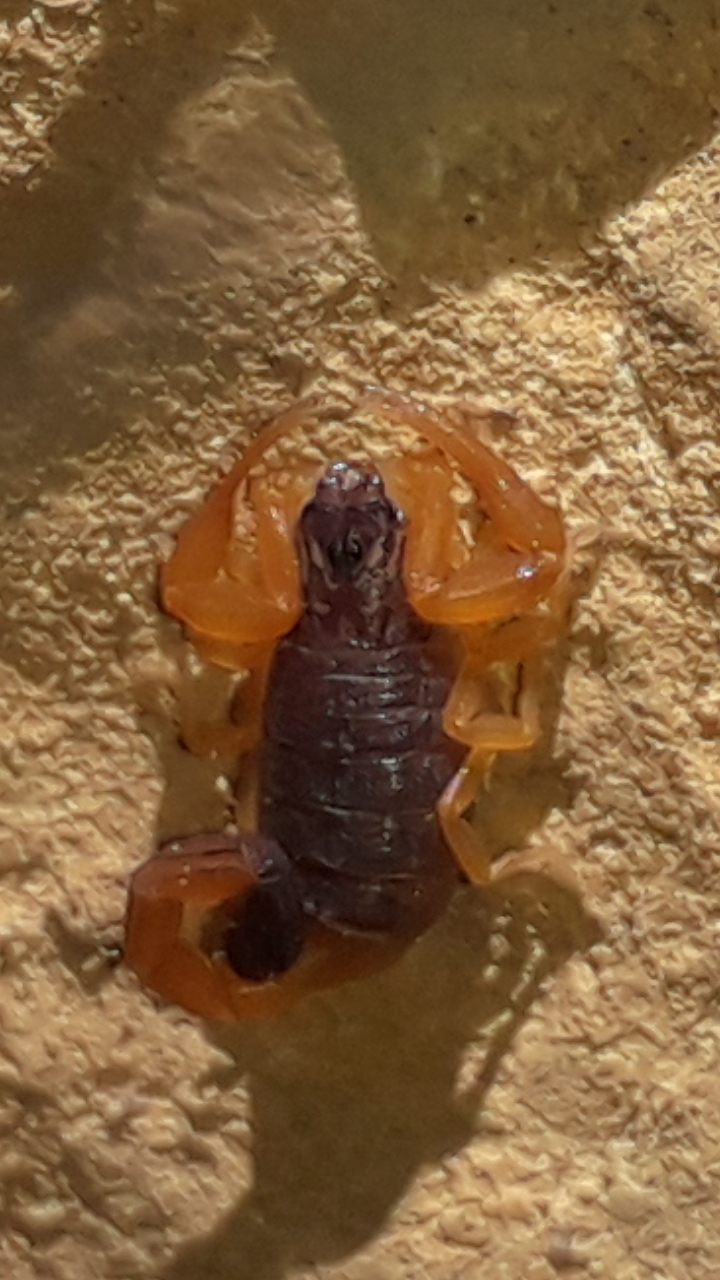
Tityus falconensis, escorpión endémico del parque nacional.

Entre las aves destacan una gran diversidad de guacamayas como la guacamaya roja, la guacamaya bandera, la guacamaya verde y la guacamaya Maracaná así como el perico cara sucia, la cotorrita cabeza azul, el loro real, el loro guaro, el pájaro carpintero y el guácharo. Hay diversos reptiles como la iguanas, lagartijas, visures, Babas (Caimán de anteojos), Caimán de la costa, tortuga cofre y serpientes como boas arcoíris, tigras, mapanares, cuaimas, tragavenado y vejucas.
Entre las variedades de mamíferos existen armadillos, zorros, comadrejas, cuchi cuchis, zarigüellas, picures, cunaguaros, pumas, onzas, jaguares y dantas. La gran biodiversidad de invertebrados está compuesta por el Escorpión de Hueque, la escolopendra gigante , escarabajos peloteros y arañas pescadoras del género Pisauridae.